# TNA Lockdown (2014)
L'édition 2014 de Lockdown est un pay-per-view de catch organisé par la TNA. Il se déroula le 9 mars 2014 au BankUnited Center, à Miami en Floride,. Il s'agit de la 10e édition de Lockdown et se déroulera en mars au lieu d'avril comme lors de l'édition de 2013. Ça sera le premier pay-per-view de la TNA en 2014 (sans compter Genesis qui était une édition spéciale d'Impact Wrestling). Lockdown fait partie des trois plus grands pay per view de la TNA, avec Slammiversary et le plus important Bound for Glory
Magnus est en vedette de l'affiche promotionnelle.

## Contexte

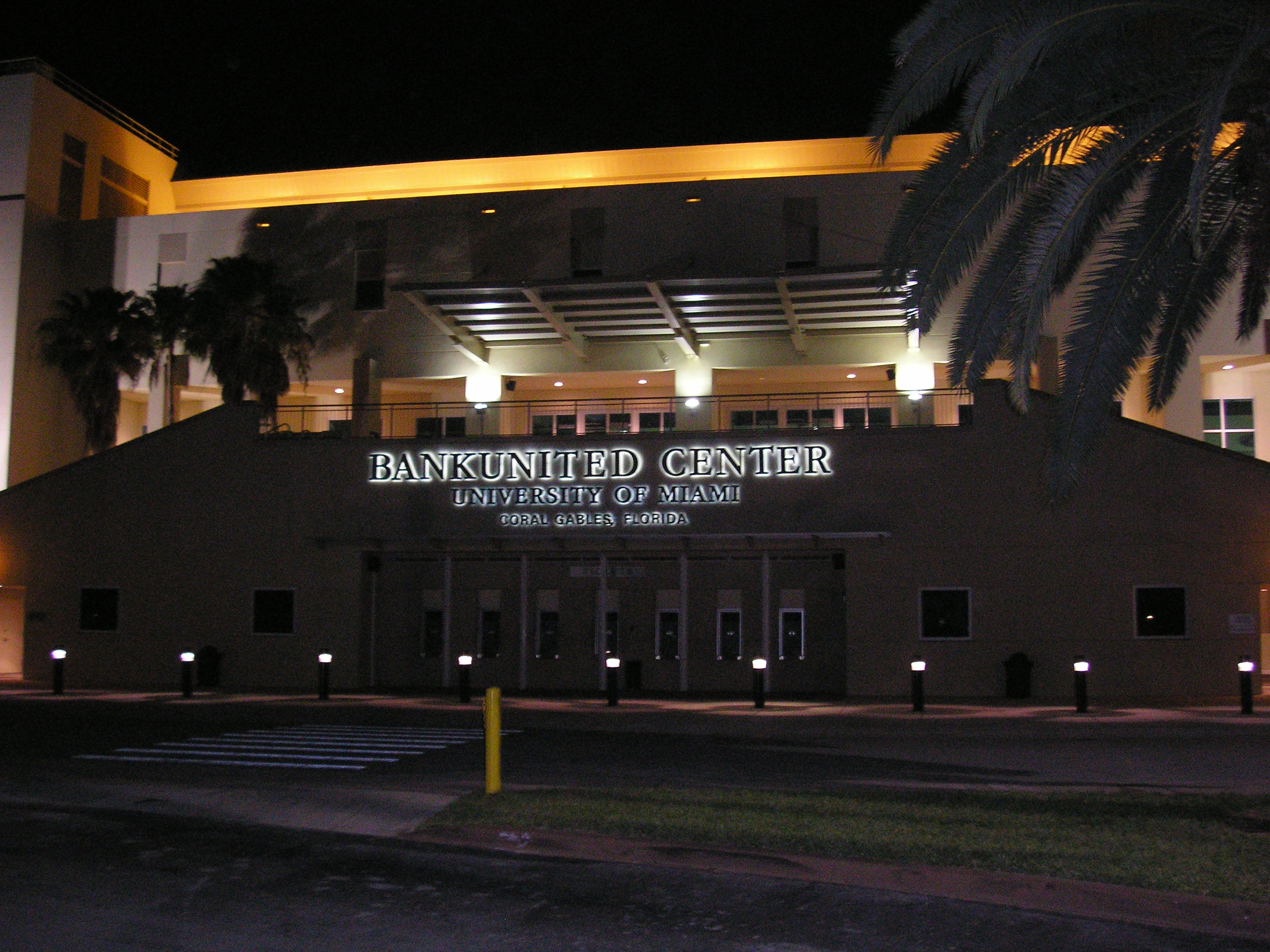
Arène où aura lieu TNA Lockdown 2014

Les spectacles de la Total Nonstop Action Wrestling en paiement à la séance sont constitués de matchs aux résultats prédéterminés par les scénaristes de la TNA. Ces rencontres sont justifiées par des storylines - une rivalité avec un catcheur, la plupart du temps - ou par des qualifications survenues dans les émissions de la TNA telles que TNA Xplosion et TNA Impact!. Tous les catcheurs possèdent un gimmick, c'est-à-dire qu'ils incarnent un personnage face (gentil), heel (méchant) ou tweener (neutre, apprécié du public), qui évolue au fil des rencontres. Un pay-per-view comme Lockdown est donc un évènement tournant pour les différentes storylines en cours.
Tous les matchs de ce pay-per-view se déroulent dans une cage appelée Lockdown Cage Match contrairement à l'année passée où seulement les trois derniers match étaient dans la cage. Cette information a été donnée par Dixie Carter via Impact 365.
Depuis Lockdown 2007, chaque année, un Lethal Lockdown Match est organisé. Il s'agit d'un match opposant deux équipes et se déroulant dans une cage à toit ouvert. Le match débute une fois que les deux premiers participants entrent dans la cage, les autres les rejoignent au fil du temps. Une fois tous les participants dans le ring, le toit de la cage, auquel sont accrochés divers objets et armes, se referme. La victoire peut s'obtenir à n'importe quel moment, par tombé ou soumission de n'importe quel catcheur sur un membre de l'équipe adverse. 
Cette année la, le Lethal Lockdown opposé deux équipes (Team Dixe contre la team M.V.P.)
Le Great Muta, qui est un des plus grands catcheur japonais et président de la Wrestle-1 est annoncé lors du grand show ainsi que le nouveau X Division Champion, Seiya Sanada qui a remporté le titre lors de One Night Only Outbreak le 2 mars 2014 face à Austin Aries.
Le retour de Jeff Hardy est attendu avec une nouvelle gimmick dite "Willow", il devrait être dans l'équipe de MVP face à l'équipe de Dixie Carter

### Magnus vs. Samoa Joe
Lors de l'Impact Wrestling du 30 janvier à Glasgow, Samoa Joe et Kurt Angle ont confronté le Champion de la TNA, Magnus ainsi que Rockstar Spud et Ethan Carter III. Lors de cette confrontation, Joe a lancé un défi à Magnus, de l'affronté le soir même avec Kurt Angle contre lui-même et Ethan Carter, si Magnus et EC3 gagnent, Joe & Angle se font licencié et si Joe & Angle remportent le match, Samoa Joe affrontera Magnus lors de Lockdown & Angle sera introduit au TNA Hall of Fame. Ces derniers ont remporté le match donc Samoa Joe affrontera Magnus à Lockdown pour le Championnat du Monde de la TNA. Le 27 février, MVP organise la signature du contrat qui eut lieu et annonce que le match sera dans les règles de Samoa Joe, et sera donc un match qui se remportera par soumission et dans une cage, par la suite, Joe attaque brutalement Magnus

### Team Dixie vs. Team M.V.P.
Le 30 janvier, Montel Vontavious Porter a été révélé comme l'investisseur mystère de la TNA et responsable de l'arrivée de l'équipe The Wolves. Dixie Carter réplique en formant sa propre équipe pour le contrer. Les deux équipes s'affronteront dans un Steel Cage Lethal Lockdown match.

### Kurt Angle vs. Ethan Carter III
La rivalité entre Angle et Carter a débuté à l'Impact Wrestling du 31 janvier à Glasgow où Angle était en équipe avec Samoa Joe & Ethan était en équipe avec Magnus. Lors de l'Impact Wrestling du 6 février 2014, Kurt Angle affrontait le champion de la TNA, Magnus dans un match simple. Angle allait remporter le match quand tout à coup, Ethan Carter III est arrivé et a attaqué brutalement Kurt Angle. Il blessa ainsi Angle au genou et fut absent pendant deux semaines du ring de la TNA. Kurt Angle reviendra le 27 février à Londres pour être introduit au TNA Hall of Fame, mais lors de la célébration, EC3 est intervenu en critiquant Angle et montrant des images de la destruction du Médaillé Olympique par le neveux de Dixie Carter. Cette fois-ci, c'est Kurt Angle qui donna des coups à EC3 même en étant blessé et annonce à Carter, que M.V.P leur a donné la chance de s'affronter dans une cage, à Lockdown. Le match fut ensuite annulé.

## Tableau des matchs
| #                                                                | Match | Stipulation                                             | Durée |
| ---------------------------------------------------------------- | --- | ------------------------------------------------------- | ----- |
| 1                                                                | The Great Muta, Sanada et Nakanoue battent Bad Influence (Christopher Daniels and Kazarian) et Chris Sabin                                                                  | Six-Man Interpromotional Tag Team Steel Cage match      | 9:25  |
| 2                                                                | Samuel Shaw bat Mr. Anderson (avec Christy Hemme) | Steel Cage match                                        | 10:09 |
| 3                                                                | Tigre Uno bat Manik | Steel Cage match                                        | 7:42  |
| 4                                                                | Gunner bat James Storm | Steel Cage Last Man Standing match                      | 12:25 |
| 5                                                                | Madison Rayne (c) bat Gail Kim (avec Lei'D Tapa) | Match simple pour le TNA Women's Knockout Championship  | 6:30  |
| 6                                                                | Magnus (c) bat Samoa Joe | Match simple pour le TNA World Heavyweight Championship | 19:21 |
| 7                                                                | Team M.V.P. (M.V.P., Jeff Hardy et The Wolves (Eddie Edwards et Davey Richards)) battent Team Dixie (Bobby Roode, Austin Aries et The BroMans (Jessie Godderz et Robbie E)) | Lethal Lockdown Steel Cage match                        | 26:09 |
| (c) désigne le(s) champion(s) défendant son titre dans le match. | |                                                         |       |